# Artesian (Dakota del Sur)
Artesian es un pueblo ubicado en el condado de Sanborn en el estado estadounidense de Dakota del Sur. En el Censo de 2010 tenía una población de 138 habitantes y una densidad poblacional de 96,18 personas por km².

## Geografía
Artesian se encuentra ubicado en las coordenadas 44°0′28″N 97°55′25″O / 44.00778, -97.92361. Según la Oficina del Censo de los Estados Unidos, Artesian tiene una superficie total de 1.43 km², de la cual 1.43 km² corresponden a tierra firme y (0%) 0 km² es agua.

## Demografía
Según el censo de 2010, había 138 personas residiendo en Artesian. La densidad de población era de 96,18 hab./km². De los 138 habitantes, Artesian estaba compuesto por el 89.86% blancos, el 0% eran afroamericanos, el 0% eran amerindios, el 0.72% eran asiáticos, el 0% eran isleños del Pacífico, el 3.62% eran de otras razas y el 5.8% pertenecían a dos o más razas. Del total de la población el 5.8% eran hispanos o latinos de cualquier raza.